# Discinella exidiiformis
Discinella exidiiformis är en svampart som först beskrevs av Berk. & Broome, och fick sitt nu gällande namn av Jean Louis Emile Boudier 1907. Discinella exidiiformis ingår i släktet Discinella och familjen Helotiaceae.   Inga underarter finns listade i Catalogue of Life.